# Matti Kurki (fregatt, 1944)
Matti Kurki var en brittiskbyggd luftvärnsfregatt av Bay-klass i den finländska marinen. Fartyget hette ursprungligen HMS Porlock Bay men hade även gått under namnen HMS Loch Sea-forth och HMS Loch Muick. Fartyget byggdes av Charles Hill & Sons, Ltd. i Bristol. Överförd från Storbritannien i mars 1962. Fartyget användes som skolfartyg i Finland.
Efter 1974 användes inte Matti Kurki som seglande fartyg, utan hon ankrades permanent vid Obbnäs och användes fortsättningsvis för skolning. Beslut om skrotning togs år 1975. Skolningsuppgifterna övertogs tillfälligt av Hämeenmaa och Keihässalmi fram tills att Pohjanmaa färdigställdes år 1979.